# توحيدة (مغنية)
توحيدة (1880 - مارس 1933) هي مغنية مصرية-لبنانية الأصل.

## نشأتها ومسيرتها
لطيفة إلياس فخر ولدت في القرن18، من قرية دير القمر ببكاسين بلبنان ظهرت ولمع نجمها في العشرينات من القرن العشرين، تعرفت على الملحن محمد القصبجي عندما كانت تغني في صالة ألف ليلة وليلة وقدم لها لحن :الحب له أحكام.. فغنته وصفق لها الجمهور. وكانت تغني أيضا أغاني عبده الحامولي ومحمد عثمان
تزوجت توحيدة من مانولي صاحب صالة (ألف ليلة وليلة) لكن بعد وفاته افتتحت صالتها (البيجو بالاس) في شارع عماد الدين وغنت فيه حتى وفاتها سنة 1933.

## طقطوقات الست توحيدة
- في البعد ياما كنت انوح
- الحب له أحكام
- ان كنت شارينى متتألشى أكثر من كدا ماستحملشى
- الله على شكلك وحلاوتك يانقاوة ياطرح البدرية

## وفاتها
كانت وفاتها غريبة حيث أصيبت بجرح وهى تنزل من السلم وأهملت في علاجه وأصيبت بمرض التيتانوس وتوفيت في مارس 1933، وظلت ثروتها يتنازع عليها الورثة اثنا عشر عامًا في المحاكم المختلطة.